# Robert Quibel
Robert „Bob“ Quibel (* 12. Oktober 1930 in Le Havre; † 17. Januar 2013) war ein französischer Jazz-Bassist, Arrangeur, Komponist und Orchesterleiter, der in Frankreich vor allem aufgrund seiner Fernsehaktivitäten bekannt wurde.

## Leben
Quibel spielte 1962 im Trio von Claude Bolling mit dem Schlagzeuger Peter Giger. 1962/63 war er auch Mitglied des Sextetts von Bolling. 1963 gehörte er der Formation The 4 Trombones Incorporated an, die von dem Posaunisten Raymond Fonsèque gegründet wurde, mit Charles Orieux, Michel Camicas, François Guin sowie mit Bernard Vitet, Jean-Louis Chautemps und Peter Giger. 1968 spielte er mit Raymond Fonsèque, François Guin, Luis Fuentes, Christian Guizien, Charles Rieux und Slide Hampton (Concert de Jazz au Studio 105).
Ab 1964 arbeitete er für den Fernsehmoderator Jacques Martin und dessen Fernsehsendungen, u. a. von 1977 bis 1998 in L'École des fans, von 1980 bis 1985 für die Fernsehshow Thé dansant, für Si j'ai bonne mémoire (1983–85) und Ainsi font, font, font (1989–1996). Neben Musik für die verschiedenen Fernsehsendungen von Jacques Martin schrieb Quibel A la mémoire de Duke Ellington. Quibel arbeitete außerdem mit Paul Anka, Serge Reggiani, Catherine Sauvage und Edith Piaf, die er bei deren letzten Konzert im Pariser Olympia begleitete. Im Bereich des Jazz wirkte Quibel zwischen 1961 und 1965 bei 24 Aufnahmesessions mit.

## Filmografie (Auswahl)
- 1973: Na!
- 1992: Die Fälle des Monsieur Cabrol (Fernsehserie)